# Judica (Software)
JUDICA ist ein Software-System zur Datenverwaltung und -verarbeitung der ordentlichen Gerichte in Nordrhein-Westfalen. Es wurde vom Ministeriums der Justiz Nordrhein-Westfalen beim Landesbetrieb Information und Technik Nordrhein-Westfalen, dem IT-Dienstleister der Justiz des Landes, beauftragt. JUDICA bietet Funktionen für die Fachbereiche Zivil-, Familien-, Straf-, Nachlass-, Betreuungs- und Insolvenzsachen. Es entwickelte sich 1995 unter der damaligen Bezeichnung ZIVFAM/IUSTRA. Das Programm hat 22.000 Anwender. Implementiert wurde 2024 das Modul „Verwaltungssachen“ der Version 4.